# 消耗戰
消耗戰是一種軍事戰略，交戰國會以人力與物資使另一方的軍事力量達到崩潰，進而贏得戰爭。此戰略常伴隨著巨大的傷亡與損失，並往往是物資量較多者得勝，第一次世界大戰的西線戰場是歷史上最著名的消耗戰之一，協約國也因此以物資優勢壓倒了同盟國。

## 戰略思考
一般來說，軍事戰略家與理論家如孫子都認為在戰爭中須極力避免消耗戰的情況，消耗戰被認為是與常規戰爭中，以突擊、集中火力和機動戰以取得決定性勝利的作法相反。不過，也有因為己方部份軍事上居於劣勢，而以消耗戰的型態來抵銷敵方的優勢。以消耗戰取勝， 經常形成慘勝。
另外，由於消耗戰會付出極為龐大的代價，也成了對其他可能的交戰國一種震懾力，足以令他國放棄發動、或進一步的侵略、進攻行動（如到了中期的中國抗日戰爭，日本在財政與物資上付出極大的代價，因而無力深入內地繼續進攻中國的重慶政府）。

## 歷史上著名的消耗戰
- 英倫大轟炸
- 大西洋海戰
- 索姆河會戰
- 凡爾登會戰
- 第二次阿拉曼戰役
- 第一次世界大戰的西線
- 蒙特·卡西諾戰役
- 蘇德戰爭（中後期）
- 冬季戰爭（前期至中期）
- 克里特島戰役
- 秦滅六國之戰
- 中國抗日戰爭
- 史達林格勒戰役（前期）

## 資料來源
1. ↑  Types of War （页面存档备份，存于）, www.military-sf.com, undated (accessed 20 January 2007)